# Änge Brunns- och Badanstalt
Änge Brunns- och Badanstalt startade i slutet av 1800-talet i Änge, Offerdals socken i Jämtland. Badhuset låg på en udde i Näldsjön och där erbjöds kallbad, karbad, gyttjebad, saltbad m.m. Även sjukgymnastik, massage och elektricitetsbehandling erbjöds. Kurgästerna erbjöds att dricka brunn ur en naturlig järnkälla. Verksamheten upphörde i början på 1900-talet. 
Brunnsepoken i Änge har skildrats i bl.a. Carl-Göran Ekerwalds bygdespel Köpet som gick i stöpet från 1993.